# Saüc
El saüc o saüquer (Sambucus nigra) és una espècie de planta amb flors del gènere Sambucus dins la família de les viburnàcies (Viburnaceae). És un arbust caducifoli que es troba bàsicament a l'entorn europeu, especialment a les conques de la Mediterrània.
Sambucus etimològicament prové de la paraula grega sambuca, nom d'un antic instrument musical utilitzat pels romans fet amb fusta de saüc, i nigra prové del llatí i vol dir negre (referint-se al color dels seus fruits madurs). En català, el saüc rep altres denominacions com saüc ver, saüquer o saüquera, considerats noms populars i sabuc en septentrional.

## Ecologia

### Distribució mundial
L'espècie Sambucus nigra majoritàriament creix de forma espontània a Europa, però també s'estén a algunes regions geogràfiques de l'Àfrica (concretament a Macaronèsia i al nord d'Àfrica), a l'Àsia occidental en països com Iran, Iraq i Turquia, i per acabar a la zona del Caucas.
Això no obstant, cal tenir en compte que, per ser també una espècie cultivada (al nord d'Àfrica, a Àsia i Nova Zelanda), és difícil a vegades d'establir el seu origen.

### Distribució al principat
És un arbust comú a tot el territori dels Països Catalans, excepte a les Balears, on de vegades existeix en cultiu.

### Hàbitat
Troba el seu clima idoni a les muntanyes mitjanes i al domini de les rouredes, en general entre els 0 i 1.500 m d'altitud però existeix ocasionalment en nivells de 1.800 m, sempre buscant indrets frescos i humits com poden ser boscos de ribera i bardisses. També se sol trobar plantat prop de les cases de pagès, on pot arribar a tenir unes mides pròpies d'un arbre.

## Descripció

### Forma vital
Nanofaneròfits.

### Port i dimensions
Planta arbustiva entre 2 i 5 metres d'altura tot i que pot assolir els 7 m (i rarament fins a 10 m en exemplars cultivats), de capçada densa i arrodonida 

### Òrgans vegetatius
- L'arrel és axonomorfa.
- La seva tija conté una ramificació simpòdica recoberta d'una escorça d'un color marró-grisenc amb consistència llenyosa. En el tronc apareixen gran quantitat de canals lactífers i les branques més joves tenen una medul·la blanquinosa molt desenvolupada.
- Les fulles són pinnaticompostes amb uns 5-7 folíols de forma el·líptica, ovada o oblonga. En aquests folíols podem diferenciar un àpex agut i una base atenuada, a més d'un marge serrat. Presenten una certa lluentor i una olor poc agradable.

### Òrgans reproductors
.

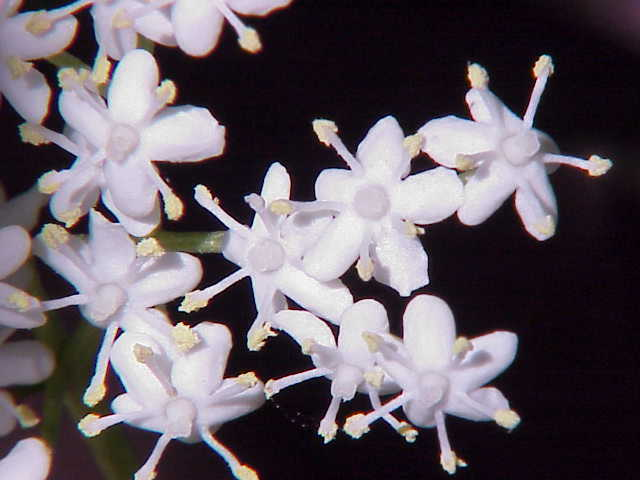
detall de les flors

- La sambucus nigra conté androceu i gineceu alhora, per tant, és un arbust hermafrodita.
- Presenta inflorescències cimoses corimbiformes,[1] creant doncs agrupacions voluminoses d'entre 320 i 540 flors de color blanc cremós. Les flors desprenen una olor forta i tenen un gust amarg.
- El seu periant presenta un calze fusionat i pentàmer, format per 5 petites dents. La corol·la és d'una sola peça amb cinc lòbuls oberts en estrella.
- L'androceu es caracteritza per tenir 5 estams exserts, d'anteres groguenques, i al gineceu trobem un ovari ínfer i monocarpel·lar.
- El fruit és una drupa arrodonida de color negre-violeta, carnós i glabre d'uns 6-8 mm de diàmetre. És un fruit comestible quan es troba en estat madur, però en cas contrari pot tenir certs efectes tòxics.

## Farmacologia

### Part utilitzada
Les flors, i eventualment els fruits, les fulles i l'escorça (especialment la seva part interna).

### Composició química
- Flavonoides (3%): com la quercetina, isoquercetina, rutina i hiperósids entre d'altres.
- Triterpens: alfa i beta-amirina, àcids oleanòlic i ursòlic.
- Sals minerals (8%-9%): concretament sals potàssiques.
- Olis essencials (0,3%-0,14%): compost fonamentalment per altes quantitats d'àcids grassos (principalment linoleic, linolenic i palmític) i en menor quantitat per alcans.
- Àcids fenòlics (derivats de l'àcid cinàmic) i àcid clorogènic.
- Glúcids: apareixen polisacàrids heterogenis com mucílags i pectines.
- Tanins
- Altres constituents: vitamines, àcids orgànics, sambucina (alcaloide)...

### Usos medicinals
- Usos provats:

S'afirma que el saüc té propietats diaforètiques i anticatarrals. S'utilitza per tractar els estats gripals, bronquitis, tos seca i el catarro nasal crònic acompanyat de sordesa i sinusitis. Això és degut al fet que afavoreix la sudoració i facilita l'expulsió de mucositat, reduint la inflamació i la congestió de les vies respiratòries. També s'ha provat el seu ús com a remei per a la febre.
- Usos tradicionals:

Pot ser un demulcent, les flors i també les drupes en via externa s'utilitzen per dolencies reumàtiques i dermatològiques (en cas d'inflamacions o tumefaccions), fins i tot l'aplicació d'aquestes drupes ha donat bons resultats en casos de neuràlgia.
Pot actuar com a diürètic, tant és així que les decoccions d'escorça s'utilitzen per a tractar cistitis, nefritis i litiasi renal. D'altra banda, els fruits s'han utilitzat tradicionalment com a remei per a l'estrenyiment, i igualment l'escorça i les seves fulles es consideren discretament laxants sempre que siguin fresques, ja que quan s'assequen perden la seva activitat terapèutica.
La infusió fresca de saüc és excel·lent per a rentar els ulls, i concretament la infusió de les seves flors s'empra per a fer gargarismes com a tractament per a la faringitis i en cas de genives inflamades.
El vinagre de saüc s'utilitza com a desinfectant.
Altres usos que se li han donat al llarg de la història són contra la gota, o antihemorroidal.

### Accions farmacològiques
- Classificació terapèutica:[7] PR03. Plantes medicinals expectorants i mucolítiques

Flavonoides i triterpens representen els seus principals components biològics actius. S'han observat efectes antiinflamatoris, antivírics i diürètics en estudis in vivo, cosa que dona suport al seu ús medicinal.
- diürètic i laxant: s'ha descrit un efecte diürètic del saüc en rates que sobrepassa el que exerceix la teofil·lina. Una infusió d'extractes rics en potassi i en flavonoides provoca diüresi.
- antiinflamatori: s'ha documentat una activitat antiinflamatòria moderada (27%) d'un preparat de saüc (100mg/kg) via oral administrat una hora després de la carraguenina a l'edema de la pota de la rata induït per aquesta substància. La indometacina que va servir de control, va mostrar un 45% d'inhibició a una dosi de 5mg/kg.
- antivíric: una infusió preparada amb flors de saüc, planta d'hipèric i arrel de saponària (Saponaria officinalis) ha mostrat activitat antivírica front als virus de la grip tipus A i tipus B (in vivo i in vitro) i front al virus de l'herpes simple tipus 1 (in vitro).

### Toxicitat
L'arrel, la tija, la fulla i (molt menys) la flor i la drupa sense madurar contenen un alcaloide verinós i un glicòsid cianogènic, anomenat sambunigrina que té un efecte emetocatàrtic, és a dir, que provoca nàusees, vòmits i diarrea. Les flors i el fruit madur poden menjar-se sense perill i són adequades com a remei medicinal. D'altra banda en vista de l'efecte diürètic, l'ús excessiu pot conduir a hipocalcèmia. Encara no s'ha establert que la ingestió de saüc sigui segura durant la lactància i l'embaràs, per tant cal evitar el seu consum en aquests períodes.
No s'ha de confondre amb Sambucus ebulus, aquesta altra espècie és herbàcia i les flors formen inflorescències molt denses de color blanc i rosat amb olor nauseabund, i els seus fruits són baies molt tòxiques.

### Precaucions
La droga s'usa polvoritzada, en infusions, en extracte fluid o sec i en tintures. Però s'ha de diferenciar que en forma d'extracte fluid i en tintura, la droga inclou contingut alcohòlic, per tant, no s'han de prescriure aquestes formes de dosificació a nens menors de 2 anys, ni a persones en procés de deshabituació etílica.

## Observacions
El saüquer és una de les poques plantes conegudes des de l'antiguitat de la qual encara en fem ús. A l'Edat de pedra ja consumien les seves drupes i aprofitaven la seva fusta buida per crear xiulets. A Europa el saüquer era emprat perquè creien que atreia les divinitats benefactores. Passat el temps i fins a l'actualitat va ser més usualment tractat com a planta decorativa. Les fulles desprenen una olor molt intensa i antigament s'utilitzaven com a repel·lent pels insectes. Es preparaven infusions de fulles i s'abocaven a sobre de les plantes per a evitar mosquits i pugons.
A més de l'àmbit medicinal, els fruits del saüc poden tenir ús culinari. Amb el seu fruit podem preparar sucs, melmelades, salses, sopes, etc. sempre que aquests fruits estiguin prou madurs, ja que en cas contrari, i com s'ha comentat anteriorment, són tòxics. Un altre ús curiós d'aquesta espècie és la seva capacitat per a donar un color més pujat i una aroma particular als vins.
També cal destacar que el conte de Hans Christian Andersen Mare Saüc té com a principal element aquest arbust.

### Fusta
La fusta és groguenca, relativament dura i es deforma amb facilitat quan s'asseca.

## Galeria d'imatges

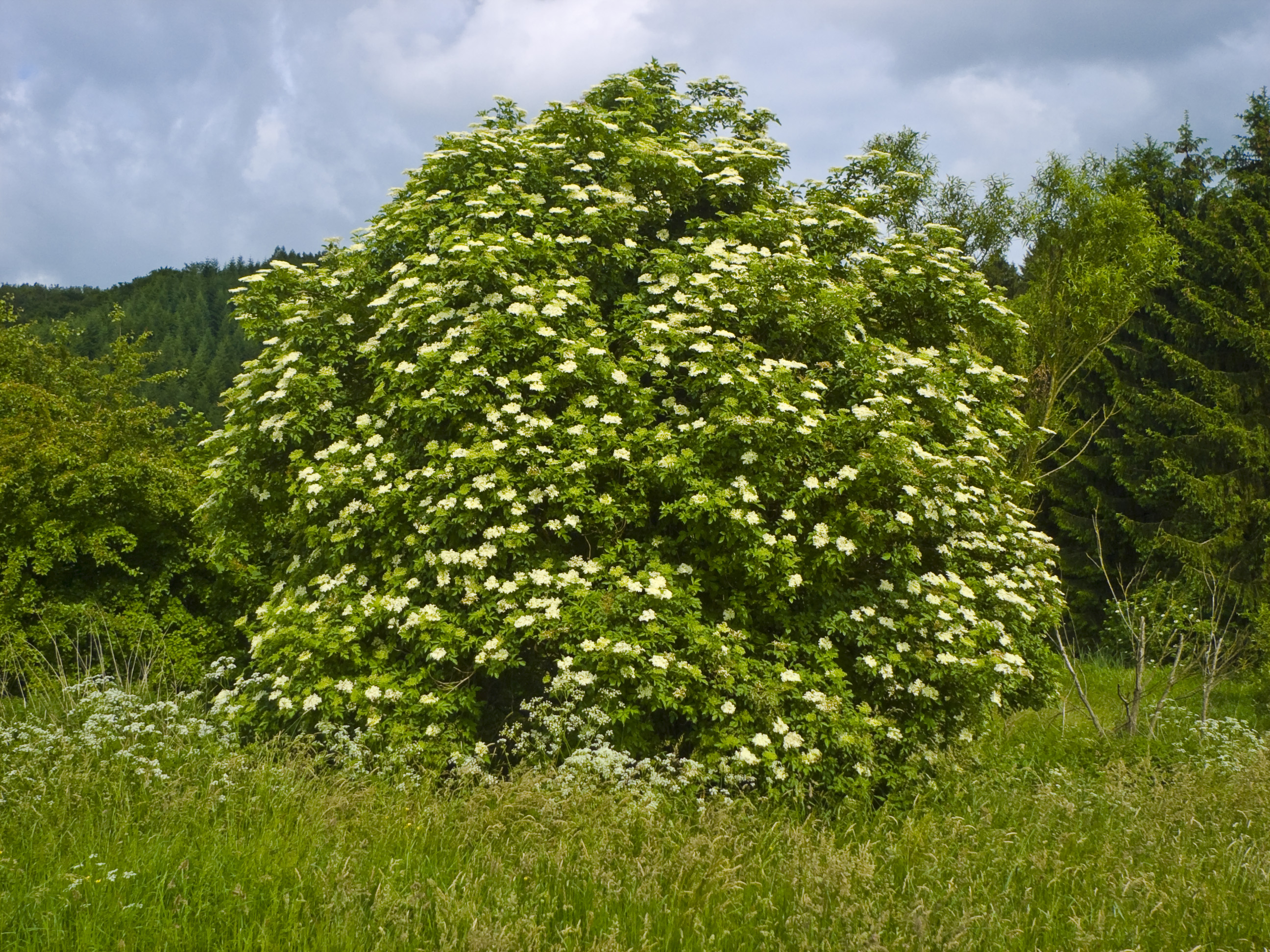
aspecte general
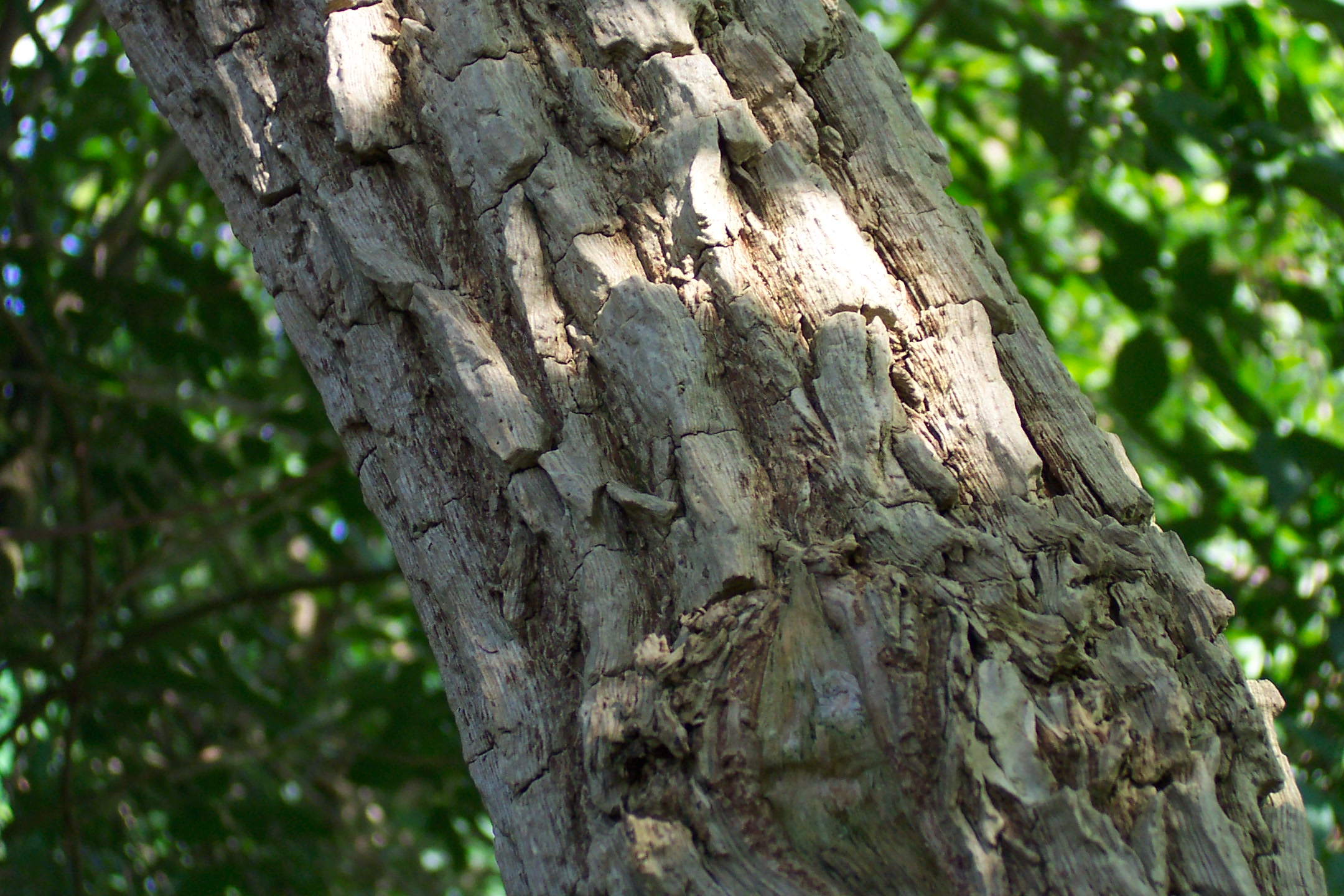
escorça
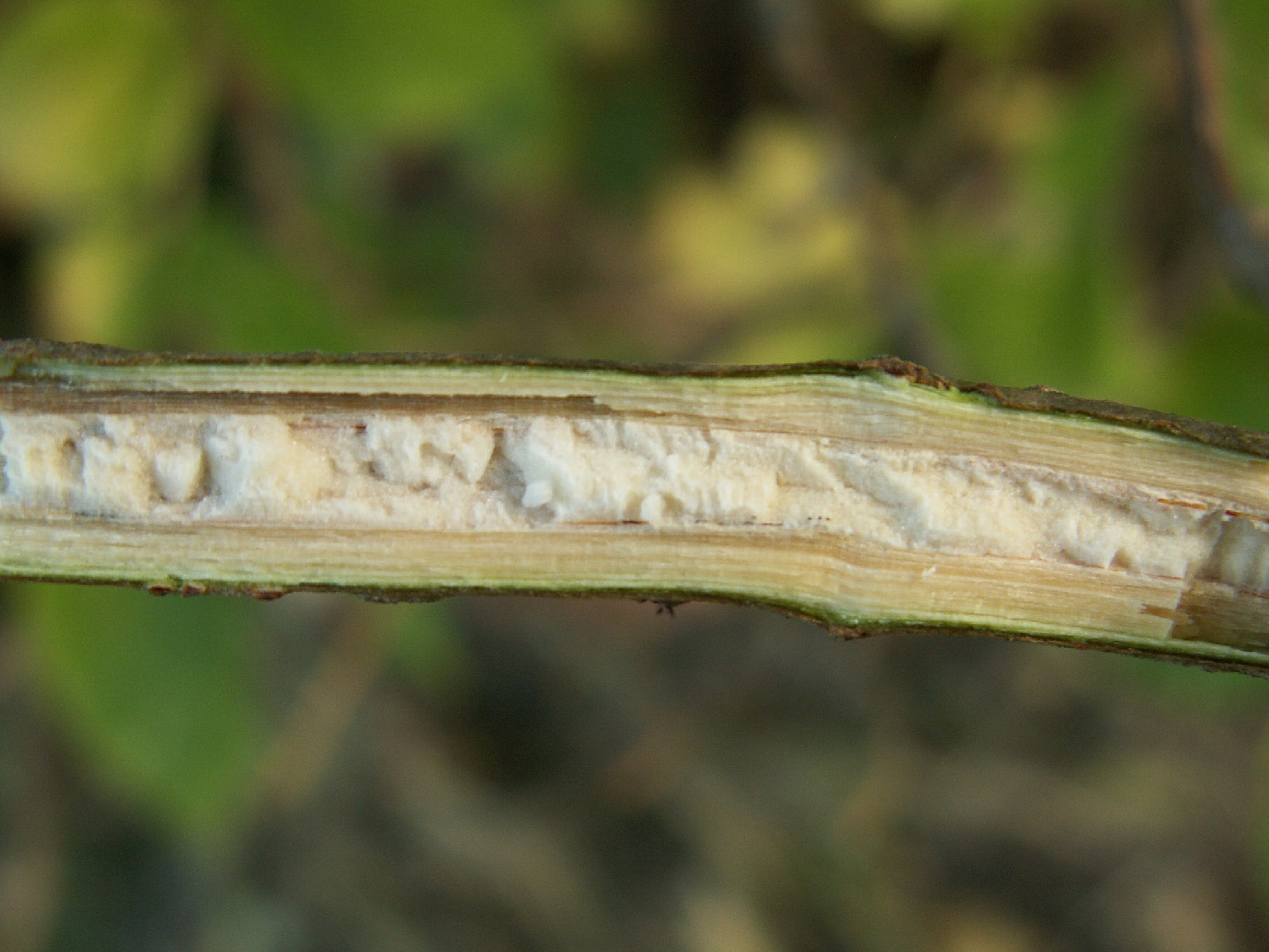
medul·la
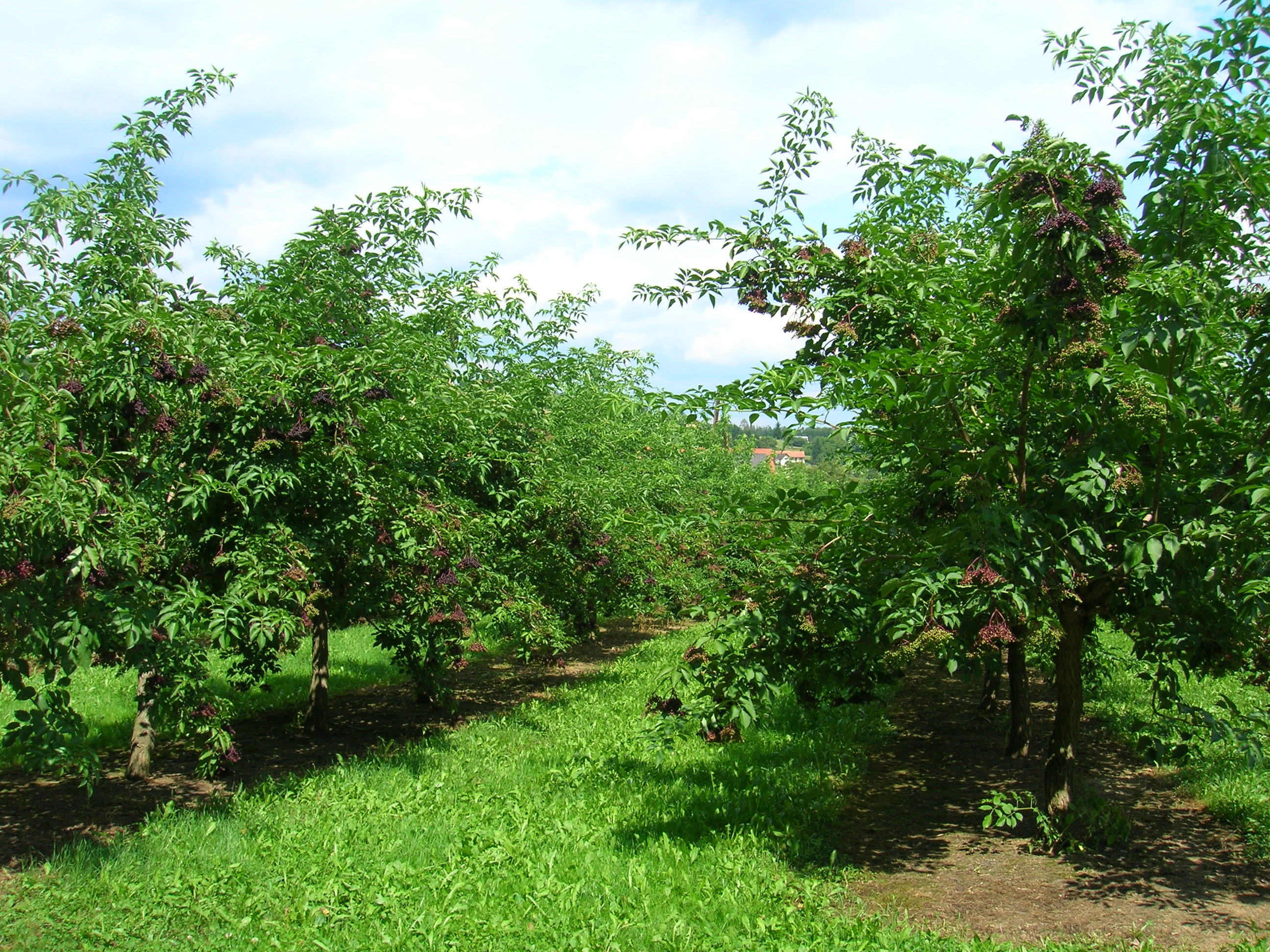
cultiu
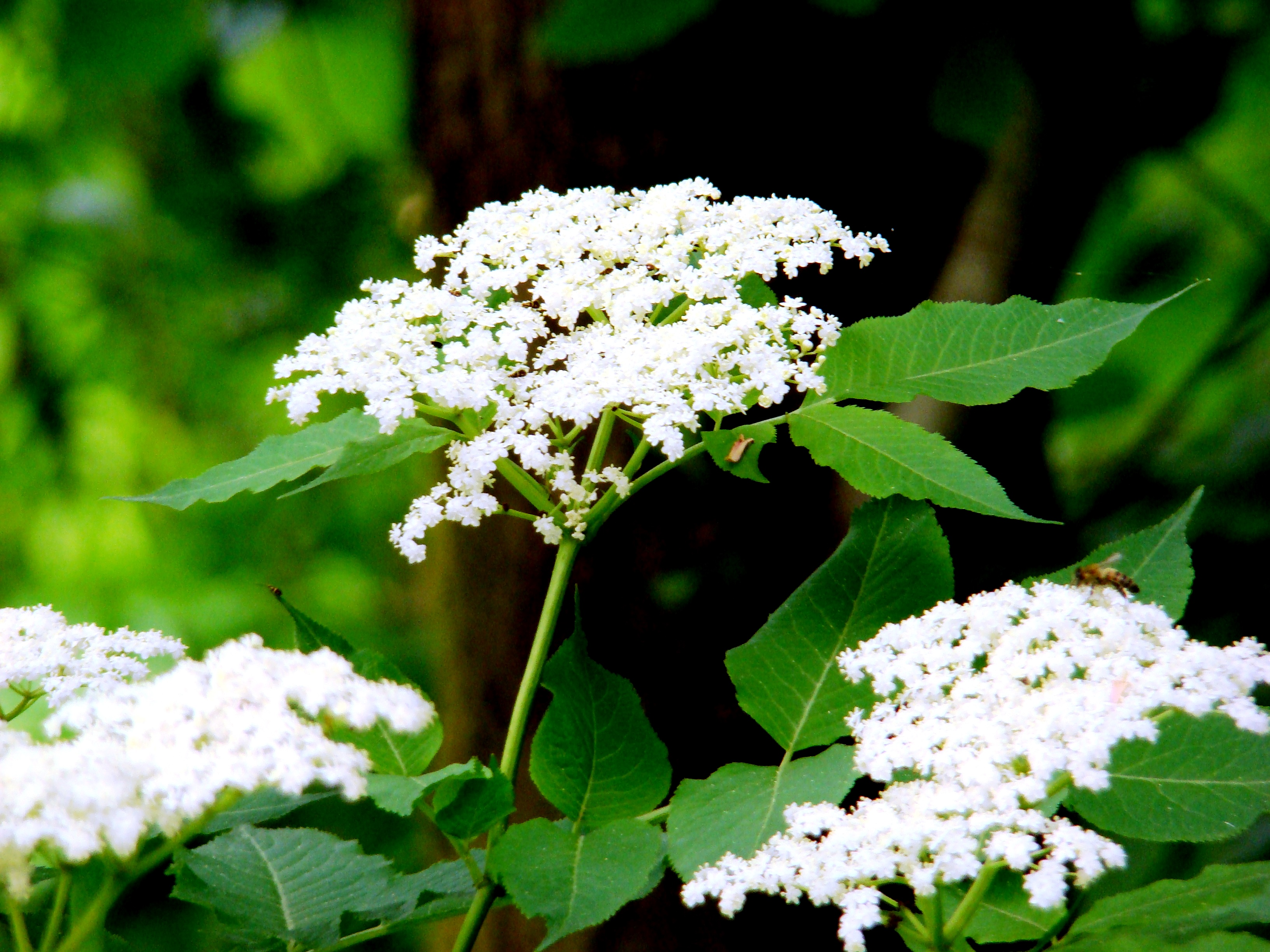
flors i fulles
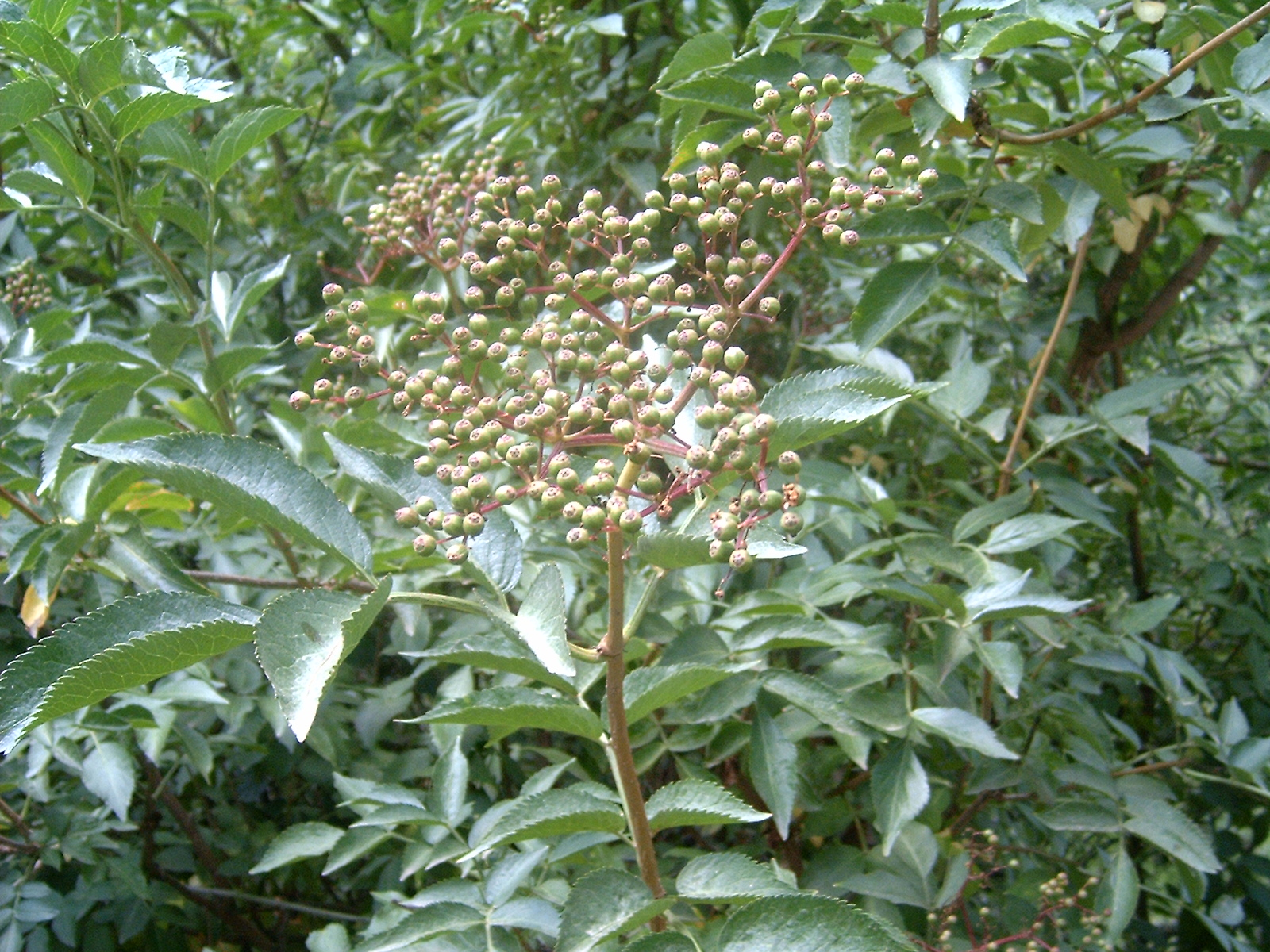
detall del fruit verd
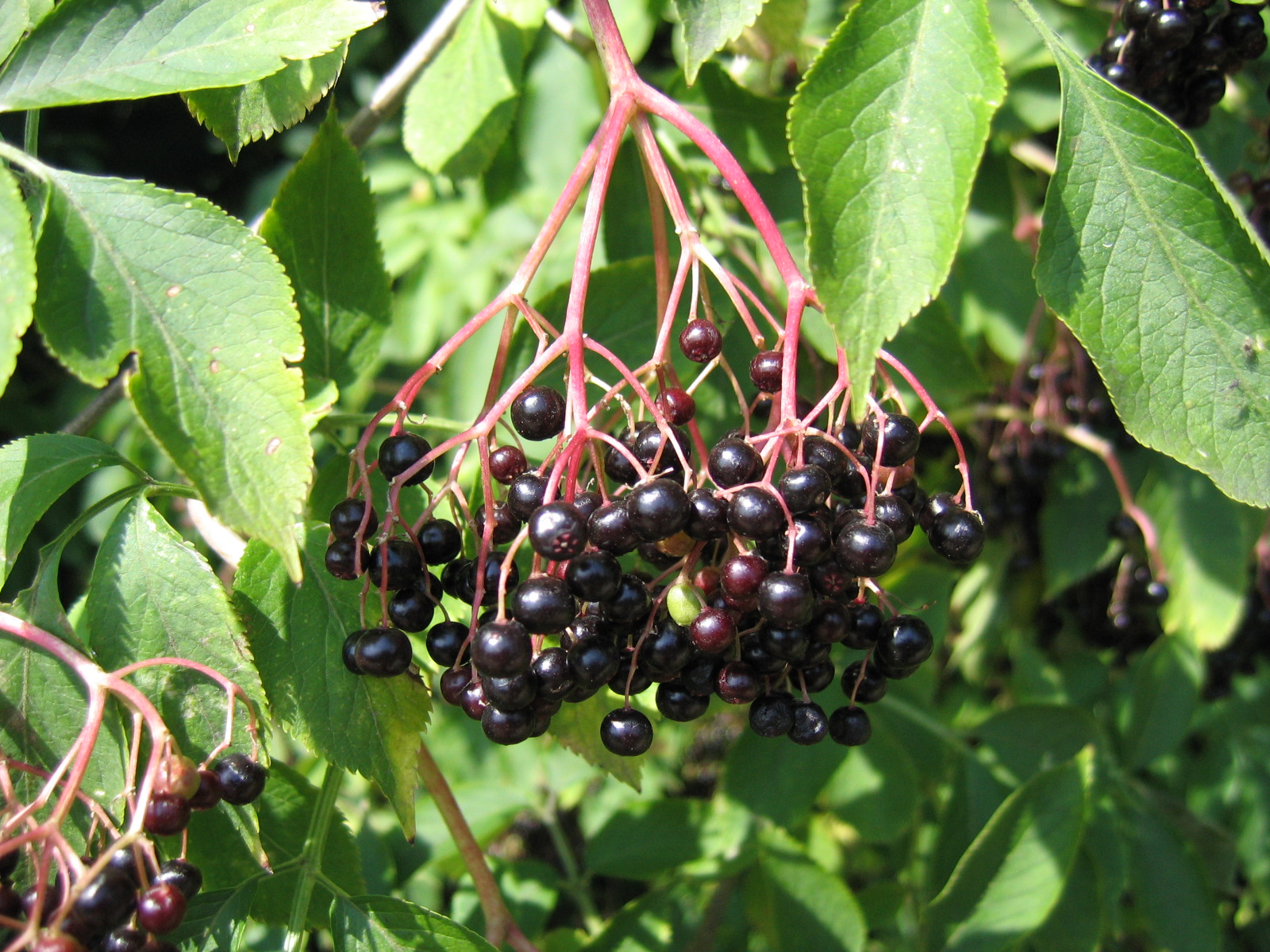
detall del fruit madur
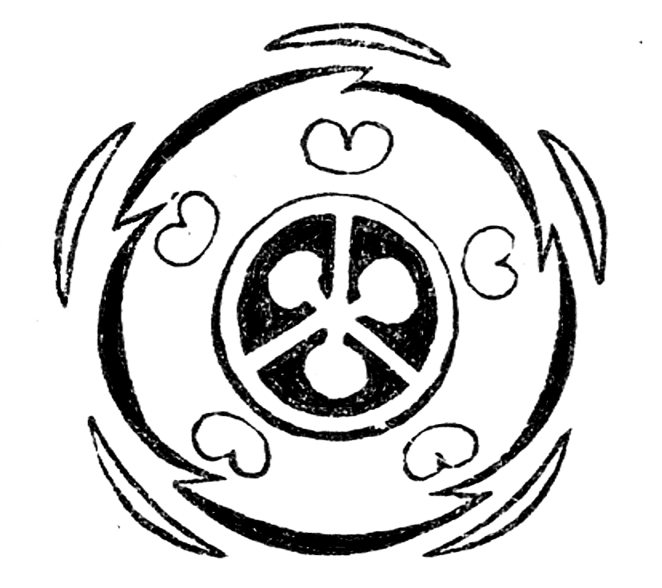
diagrama floral